# Piombi

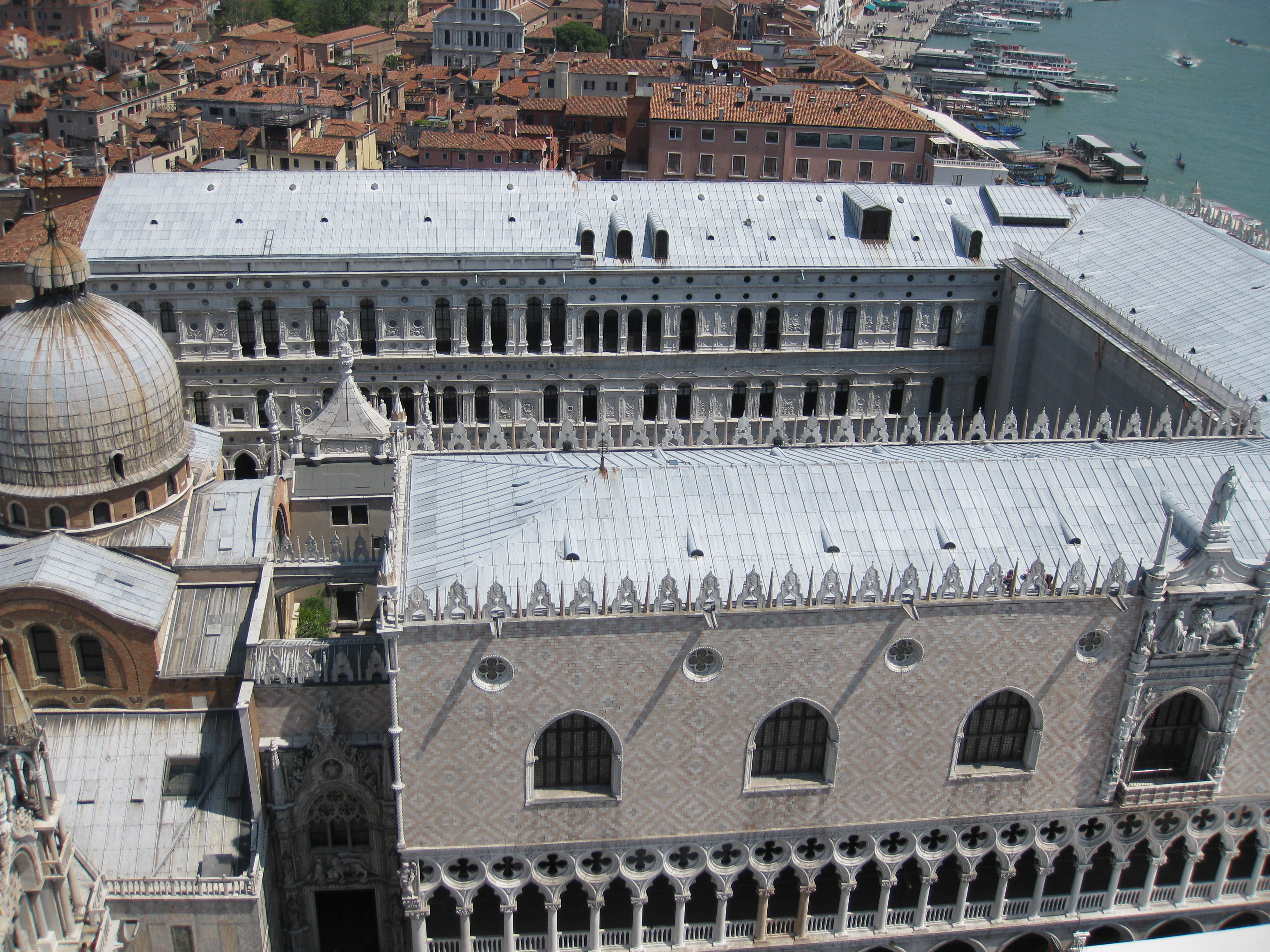
De loden daken van het Dogenpaleis

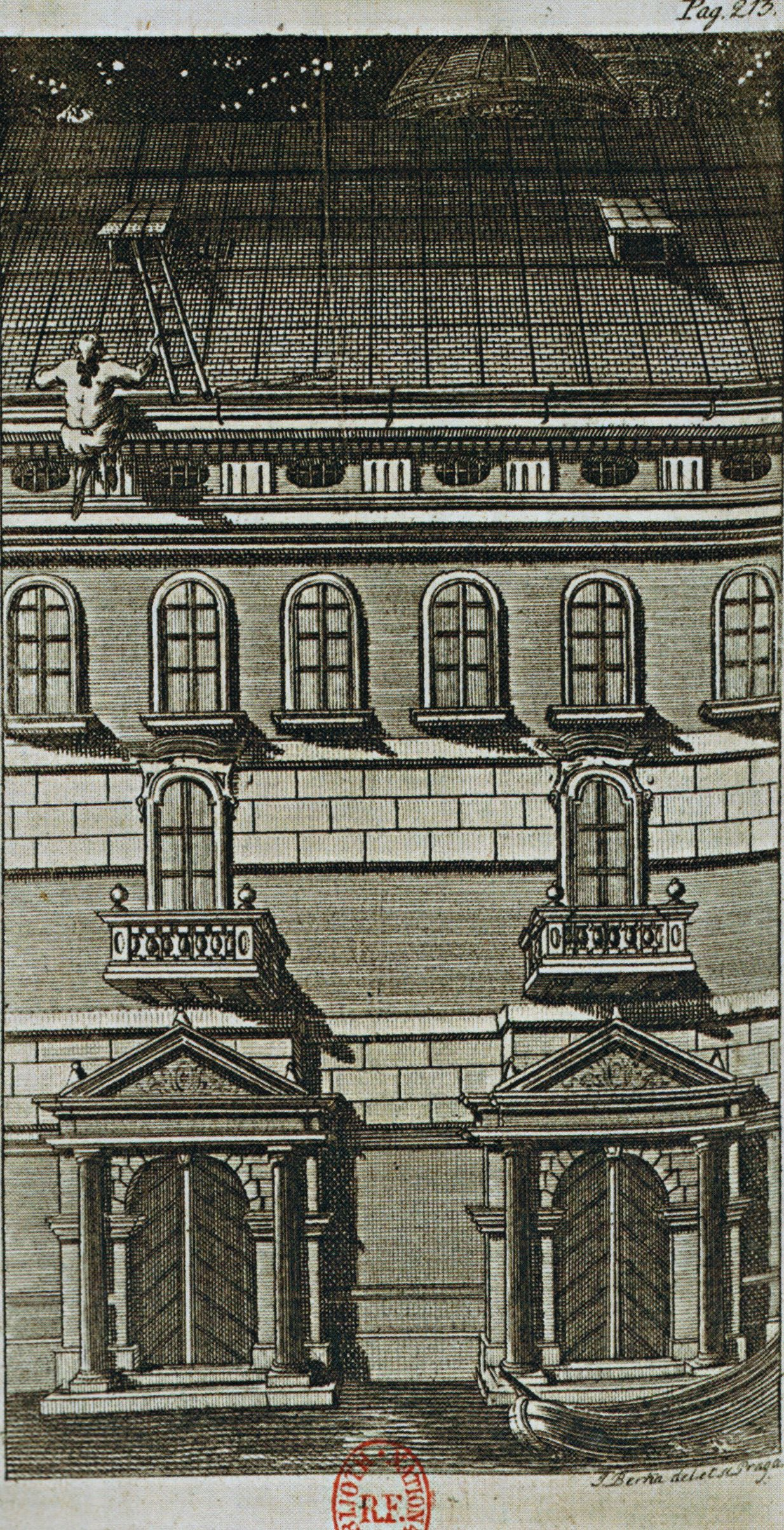
Casanova ontsnapt uit de piombi

De Piombi is de naam van de kerkers onder het dak van het Dogepaleis in Venetië. De naam is afgeleid van "piombo", Italiaans voor lood, een verwijzing naar de zware loden platen op het dak. In de zomer was de gevangenis onleefbaar heet, in de winter was het er steenkoud.
De Piombi zijn beroemd en berucht geworden als staatsgevangenis van de Serenissima Republiek Venetië. De gevangenen kregen niet te horen waarom ze waren gearresteerd, of ze al waren veroordeeld en hoelang hun straf zou duren. De logica was dat "een onschuldig man extra werd gestraft door de wetenschap onschuldig te zijn veroordeeld en een schuldig man zelf wel kon bepalen welke straf hij verdiende". Behalve zeven cellen, de camerotti, waren er in de piombi ook verhoorkamers, martelkamers en executiekamers met garotte en strop. De gevangenen, meestal intellectuelen en aanzienlijke burgers, konden maaltijden van buiten laten komen of de cipiers voor zich laten koken.
De Piombi werden voor die tijd goed schoon gehouden en er was geneeskundige verzorging beschikbaar. De gevangenen in de Piombi ontvingen hiervoor een kleine toelage. Een lid van de Raad van Tien, het orgaan dat streng en meedogenloos over de politieke en maatschappelijke rust in Venetië waakte stuurde eens in de maand een van de leden naar de Piombi om de cellen te inspecteren. In heel Europa golden de Venetiaanse justitie, de Inquisitie van de Venetiaanse Republiek, de Piombi en de Pozzi desondanks als een voorbeeld van staatsterreur en onrecht. Napoleon maakte met het opheffen van de Republiek ook een einde aan het ook door hem verfoeide justitiële systeem van Venetië.
Slechts twee gevangenen wisten in de loop der eeuwen uit de Piombi te ontsnappen: Giacomo Casanova en de door hem meegetroonde ontaarde priester Marino Balbi. Dat gebeurde op 31 oktober 1756. Casanova werd wereldberoemd met zijn voordrachten over de ontsnapping en zijn later gepubliceerde relaas, de Histoire de ma fuite des prisons de la République de Venise qu’on appelle les Plombs. Andere gevangenen waren Giordano Bruno, Silvio Pellico, Daniele Manin en Niccolò Tommaseo.
Behalve de in 1610 ingerichte piombi onder het dak waren er naast het Dogepaleis ook vochtige cellen in de kelders. Deze "pozzi" of putten werden over de "Brug der Zuchten" bereikt. Men overleefde een verblijf in deze cellen niet lang. Het verblijf in deze vochtige cellen was voorbehouden aan "gewone" misdadigers en gold als een verkapt doodvonnis. De Piombi werden gebruikt voor de meer prominente gevangenen. Ook waar het de gevangenissen aanging was Europa in de 17e en 18e eeuw een maatschappij waar rang en stand zwaar telden. De Piombi zijn wat dat betreft vergelijkbaar met de gevangenissen in de Bastille, de Tower van Londen en het Kasteel van Vincennes waarin de koningen hun bevoorrechte gevangenen opsloten.
Tegenwoordig kunnen de Piombi door kleine groepen in de "Itenari Segretti", de "geheime" bezichtiging worden bezocht. Aan deze bezichtigingen wordt weinig ruchtbaarheid gegeven. Men moet van tevoren reserveren.